# Gastins
Gastins és un municipi francès, situat al departament de Sena i Marne i a la regió de Illa de França. L'any 2007 tenia 639 habitants.
Forma part del cantó de Nangis, del districte de Provins i de la Comunitat de comunes de la Brie Nangissienne.

## Demografia

### Població
El 2007 la població de fet de Gastins era de 639 persones. Hi havia 236 famílies, de les quals 52 eren unipersonals (36 homes vivint sols i 16 dones vivint soles), 68 parelles sense fills i 116 parelles amb fills.
La població ha evolucionat segons el següent gràfic:
Habitants censats

### Habitatges
El 2007 hi havia 287 habitatges, 236 eren l'habitatge principal de la família, 30 eren segones residències i 21 estaven desocupats. 263 eren cases i 23 eren apartaments. Dels 236 habitatges principals, 195 estaven ocupats pels seus propietaris, 38 estaven llogats i ocupats pels llogaters i 3 estaven cedits a títol gratuït; 5 tenien una cambra, 21 en tenien dues, 42 en tenien tres, 59 en tenien quatre i 109 en tenien cinc o més. 185 habitatges disposaven pel capbaix d'una plaça de pàrquing. A 98 habitatges hi havia un automòbil i a 132 n'hi havia dos o més.

### Piràmide de població
La piràmide de població per edats i sexe el 2009 era:
| Homes | Edats   | Dones |
| ----- | ------- | ----- |
| 0     | 95 o +  | 0     |
| 0     | 90 a 94 | 0     |
| 4     | 85 a 89 | 4     |
| 0     | 80 a 84 | 4     |
| 8     | 75 a 79 | 16    |
| 16    | 70 a 74 | 4     |
| 12    | 65 a 69 | 12    |
| 4     | 60 a 64 | 4     |
| 20    | 55 a 59 | 12    |
| 8     | 50 a 54 | 16    |
| 8     | 45 a 49 | 12    |
| 28    | 40 a 44 | 20    |
| 40    | 35 a 39 | 20    |
| 24    | 30 a 34 | 32    |
| 16    | 25 a 29 | 32    |
| 12    | 20 a 24 | 8     |
| 16    | 15 a 19 | 24    |
| 24    | 10 a 14 | 36    |
| 16    | 5 a 9   | 36    |
| 20    | 0 a 4   | 28    |

## Economia
El 2007 la població en edat de treballar era de 427 persones, 342 eren actives i 85 eren inactives. De les 342 persones actives 317 estaven ocupades (170 homes i 147 dones) i 25 estaven aturades (8 homes i 17 dones). De les 85 persones inactives 18 estaven jubilades, 42 estaven estudiant i 25 estaven classificades com a «altres inactius».

### Ingressos
El 2009 a Gastins hi havia 238 unitats fiscals que integraven 657 persones, la mediana anual d'ingressos fiscals per persona era de 20.744 €.

### Activitats econòmiques
Dels 20 establiments que hi havia el 2007, 2 eren d'empreses de fabricació d'altres productes industrials, 7 d'empreses de construcció, 2 d'empreses de transport, 2 d'empreses d'hostatgeria i restauració, 1 d'una empresa d'informació i comunicació, 4 d'empreses immobiliàries i 2 d'empreses de serveis.
Dels 9 establiments de servei als particulars que hi havia el 2009, 1 era un taller de reparació d'automòbils i de material agrícola, 3 paletes, 1 lampisteria, 1 electricista, 1 empresa de construcció i 2 restaurants.
L'any 2000 a Gastins hi havia 11 explotacions agrícoles que ocupaven un total de 1.024 hectàrees.

## Equipaments sanitaris i escolars
El 2009 hi havia una escola maternal integrada dins d'un grup escolar amb les comunes properes formant una escola dispersa.

## Poblacions més properes
El següent diagrama mostra les poblacions més properes.